# 200 mètres féminin aux Jeux olympiques d'été de 1956 (athlétisme)
Pour un article plus général, voir Athlétisme aux Jeux olympiques d'été de 1956.
L'épreuve du 200 mètres féminin aux Jeux olympiques d'été de 1956 s'est déroulée les 29 et 30 novembre 1956 au Melbourne Cricket Ground de Melbourne, en Australie. Elle est remportée par l'Australienne Betty Cuthbert. 

## Faits marquants
27 concurrentes représentant 13 nations participent à l'épreuve.
l'Australienne Betty Cuthbert s'était distinguée avant les Jeux, en battant à l'âge de 18 ans le record du monde du 200 mètres en 23 s 2. Elle réalise le meilleur temps des séries (23 s 5), suivie de la Britannique June Paul (23 s 8). Lors de la finale, Cuthbert sort en tête du virage et remporte la course avec 3 m d'avance sur l'Allemande Christa Stubnick et Norma Croker. Elle égale le record olympique de 23 s 4, même si le temps électrique bat l'ancien record de 4 centièmes.

## Résultats

### Séries
Les 2 premières de chaque série se qualifient pour les demi-finales.

### Demi-finales
Les 3 premières de chaque série se qualifient pour la finale.
| Rang | Athlète          | Pays             | Temps manuel | Temps électrique | Notes |
| ---- | ---------------- | ---------------- | ------------ | ---------------- | ----- |
| 1    | Betty Cuthbert   | Australie        | 23 s 6       | 23 s 75          | Q     |
| 2    | Christa Stubnick | Allemagne        | 23 s 9       | 24 s 17          | Q     |
| 3    | Norma Croker     | Australie        | 24 s 3       | 24 s 41          | Q     |
| 4    | Mariya Itkina    | Union soviétique | 24 s 3       | 24 s 42          |       |
| 5    | Jean Scrivens    | Grande-Bretagne  | 24 s 4       | 24 s 66          |       |
| 6    | Barbara Lerczak  | Pologne          | 25 s 2       | 25 s 12          |       |

| Rang | Athlète          | Pays             | Temps manuel | Temps électrique | Notes |
| ---- | ---------------- | ---------------- | ------------ | ---------------- | ----- |
| 1    | June Paul        | Grande-Bretagne  | 24 s 2       | 24 s 36          | Q     |
| 2    | Marlene Mathews  | Australie        | 24 s 3       | 24 s 42          | Q     |
| 3    | Gisela Köhler    | Allemagne        | 24 s 3       | 24 s 48          | Q     |
| 4    | Heather Armitage | Grande-Bretagne  | 24 s 7       | 24 s 78          |       |
| 5    | Mae Faggs        | États-Unis       | 24 s 8       | 25 s 06          |       |
| 6    | Vera Yugova      | Union soviétique | 24 s 9       | 25 s 12          |       |

### Finale
| Rang               | Athlète          | Pays                       | Temps manuel | Temps électrique | Notes |
| ------------------ | ---------------- | -------------------------- | ------------ | ---------------- | ----- |
| Médaille d'or      | Betty Cuthbert   | Australie                  | 23 s 4       | 23 s 55          | =OR   |
| Médaille d'argent  | Christa Stubnick | Équipe unifiée d’Allemagne | 23 s 7       | 23 s 89          |       |
| Médaille de bronze | Marlene Mathews  | Australie                  | 23 s 8       | 24 s 10          |       |
| 4                  | Norma Croker     | Australie                  | 24 s 0       | 24 s 22          |       |
| 5                  | June Paul        | Grande-Bretagne            | 24 s 3       | 24 s 30          |       |
| 6                  | Gisela Köhler    | Équipe unifiée d’Allemagne | 24 s 3       | 24 s 68          |       |